# Anthocoris limbatus
Espèce
La punaise des saules (Anthocoris limbatus) est une espèce de petits insectes hémiptères de la famille des Anthocoridae.

## Description
Long de 4 à 5 mm, il ressemble beaucoup à Anthocoris nemoralis mais s'en distingue par son pronotum bicolore (brun à l'avant, beige à l'arrière) et par son lieu de vie sur les saules.